# Dendropsyche burrowsi
Dendropsyche burrowsi is een vlinder uit de familie van de zakjesdragers (Psychidae). De wetenschappelijke naam van de soort is voor het eerst geldig gepubliceerd in 1926 door Jones.